# Joseph Buford Cox
Pour les articles homonymes, voir Buford et Cox.
Joseph Buford Cox, né en 1905 et mort le 10 août 2002, est un inventeur et homme d'affaires américain. Il a inventé ce que l'on appelle aujourd'hui la chaîne de type chipper pour les tronçonneuses.

## Biographie
Joseph Buford Cox n'a atteint que le cinquième degré dans son éducation formelle.
Joseph et sa femme, Alice, ont fondé « The Oregon Saw Chain Co. » en 1947. Cox a ensuite créé une petite entreprise de moulage appelée OMARK, aujourd'hui connue sous le nom de « Omark Industries ». Avec le temps, Oregon Saw Chain est devenue une filiale d'Omark Industries qui a été à son tour rachetée en 1985 par Blount, Inc. de Montgomery, Alabama. Blount a fusionné en 1999 avec Lehman Brothers Merchant Banking Partners et est devenu Blount International, Inc. Aujourd'hui, la société est connue sous le nom d'Oregon Tool, Inc. La plupart des tronçonneuses, à l'exception de certaines scies Stihl, utilisent une chaîne Oregon basée sur l'invention de Joseph Buford Cox.
Ils n'ont pas eu d'enfants. Alice Erikson Cox (morte en 2012) a légué sa fortune à la Willmar Community Area Foundation au nom des habitants du comté de Kandyohi et du lac Lillian, dans le centre du Minnesota.

## Invention
Joseph Buford Cox a basé sa conception sur les mâchoires en forme de C de la larve d'un coléoptère xylophage. Cox a observé la larve destructrice du coléoptère du bois (Ergates spiculatus) pendant de nombreuses heures. L'action de coupe du coléoptère se faisait de gauche à droite, d'un côté à l'autre, plutôt que de gratter ou de creuser droit devant. Cox a adapté ce concept à une nouvelle tronçonneuse de sa propre conception mise en production à la fin des années 1940.